# Marie Laforêt
Marie Laforêt, született Maïtena Marie Brigitte Doumenach (Soulac-sur-Mer, 1939. október 5. – Genolier, Svájc, 2019. november 2.) francia énekesnő, színésznő.

## Filmjei
- Ragyogó napfény (Plein soleil) (1960)
- Saint-Tropez Blues (1961)
- La fille aux yeux d'or (1961)
- Híres szerelmek (Amours célèbres) (1961)
- Leviathan (1962)
- Egy asszonyért, egy asszonyért (À cause, à cause d'une femme) (1963)
- Le rat d'Amérique (1963)
- Keressétek a bálványt! (Cherchez l'idole) (1964)
- Férfivadászat (La chasse à l'homme) (1964)
- Cent briques et des tuiles (1965)
- Katonalányok (Le soldatesse) (1965)
- Marie Chantal contre Dr. Kha (1965)
- Le 13ème caprice (1967)
- Jack of Diamonds (1967)
- Le petit poucet (1972)
- Zsaru vagy csirkefogó? (Flic ou voyou) (1979)
- Les diplômés du dernier rang (1982)
- Az arany bűvöletében (Les morfalous) (1984)
- Kellemes húsvéti ünnepeket! (Joyeuses Pâques) (1984)
- Le pactole (1985)
- Tangók (El exilio de Gardel: Tangos) (1985)
- Mocskos élet (Sale destin) (1987)
- A polip 3 (La piovra 3) (1987, tv-film)
- Fucking Fernand (1987)
- Il est génial papy! (1987)
- La folle journée ou Le mariage de Figaro (1989)
- A hazudós Izabella (Isabella la ladra) (1989, tv-film)
- L'avaro (1990)
- Vigyázat, veszélyes! (Présumé dangereux) (1990)
- Una fredda mattina di maggio (1990)
- Tutti gli uomini di Sara (1992)
- Ainsi soient-elles (1995)
- Dis-moi oui... (1995)
- Tykho Moon (1996)
- Héroïnes (1997)
- C'est la tangente que je préfère (1997)
- Tűzsivatag (Il deserto di fuoco) (1997, tv-film)
- Jeux pour mourir (2000)
- Les bureaux de Dieu (2008)

## Diszkográfia
- Viens sur la montagne (1964)
- La Fleur sans nom (1965)
- Manchester et Liverpool (1967)
- Le Lit de Lola (1968)
- Que calor la vida (1968)
- Le Vin de l’été (1969)
- Portrait (1970)
- Ay tu me plais (1972)
- Pourquoi les Hommes pleurent? (1973)
- Noé (1974)
- La Vérité (1976)
- Il reviendra (1977)
- Moi je voyage (1979)
- Reconnaissances (1993)